# 日本光尾鲨
日本光尾鲨（学名：Apristurus japonicus）为软骨鱼纲真鲨目猫鲨科光尾鲨属的鱼类。该物种于1975年由仲谷一宏描述，分布于日本以及东海等海域，体长可达71公分。。